# Кормино (Кировская область)
Кормино — село в Арбажском районе Кировской области. Центр Корминского сельского поселения.

## История

### Образование села
Село образовано по указу Синода от 22 декабря 1892 года. К этому времени на территории будущего Корминского прихода находилась 41 деревня с общей численностью населения около 6 тысяч человек. С увеличением числа деревень для местного населения остро встал вопрос о строительстве церкви. В декабре 1892 года Святейший Синод выдал указ за № 5151 на открытие нового прихода, который по определению Вятской епархии от 7 февраля 1900 года выделился из деревень села Сорвижи. Под строительство церкви была выделена земля от д. Большое Кормино, д. Яранск отвела землю под кладбище. Таким образом, это оказался земельный участок от р. Криуши до р. Мишулёвка между деревнями Большое Кормино, Победново и Яранск.

Церковь Николая Чудотворца

В 1893 году архитектором В. М. Дружининым был выбран участок под строительство церкви. Он же стал автором проекта, осуществлённого к 1897 году. Освещение церкви состоялось 4 сентября 1899 года во имя Святого Николая Чудотворца.
Первыми в чистом поле рядом с церковью были построены два дома для священников, деревянная школа. Земля, выделенная в распоряжение церкви, вся обрабатывалась. На посеве и уборке урожая работали жители близлежащих деревень. По распоряжению священника Г. П. Трапицына были высажены тополевые и сосновые аллеи, несколько лиственниц, вырыт пруд.
После образования коммуны добротные дома из крепких крестьянских хозяйств свезли в село под различные общественные здания.

### Школы
В деревянном доме площадью 36 м² была открыта церковно-приходская школа. Первая учительница — Д. П. Мезенцева, окончившая Котельничскую женскую гимназию, уроженка д. Цыганы Сорвижского прихода. В 1900 году в помощники определили дьякона В. Н. Дядькина. В школе велось трёхгодичное обучение детей в возрасте от 9 до 14 лет. В 1902 году в Кормино открыта земская школа — трёхклассное мужское училище. Заведующей была назначена И. В. Ложнина. Обучением в этих двух школах было охвачено 35-40 % детей.
После революции 1917 года церковно-приходская школа была закрыта. В 1918 году введено смешанное четырёхклассное обучение. Заведующим первой советской школой в Кормино был Н. А. Смирнов. В 1931 году церковь закрыта и переоборудована под неполную среднюю школу. В 1940 году в ней обучалось 220 учащихся.
Новая двухэтажная школа построена в 1953 году, заведующий — А. Д. Видякин. В 1987 году школа преобразована в среднюю, четверть века директором школы работала Г. С. Терехова. Учителю русского языка и литературы М. И. Пестовой присвоено звание «Заслуженный учитель школы РСФСР».
13 января 1995 года состоялось торжественное открытие нового здания средней школы на ул. Советской.

### Колхозы
Первое коллективное хозяйство было образовано в 1928 году — это коммуна «Красное эхо». Её возглавил коммунист И. Г. Смертин. В 1930 году возникла крупная коммуна, объединившая хозяйства Корминского и Боровского сельсоветов. Вскоре она распалась на мелкие колхозы. В 1931 году в Корминском сельском совете было 32 колхоза, то есть в каждом населённом пункте. Все уборочные работы выполнялись вручную. Первые сенокосилки и жатки появились лишь в 1933—1934 годах, тракторы — в 1935 году, автомашины — ещё позднее.
В 1929 году хлеб делили по едокам, а корм — по коровам, независимо от произведённой работы. Индивидуальный учёт сделанного и
начисление трудодней стали применять с 1932 года.
В 1936—1937 годах прошло первое укрупнение колхозов.
На войну из Корминского сельского округа ушло около 900 человек. С победой вернулась половина.
Послевоенные годы были периодом восстановления и развития народного хозяйства, разрушенного войной.
В 1946—1947 годах проведено укрупнение. Их 16 колхозов было создано 4: «Имени Хрущёва», «Имени Урицкого», «Имени Маленкова» и «Победа Октября». В 1953 году все колхозы объединились в один — «Имени Хрущёва», который в 1960 году был переименован в колхоз «Родина».
В 1968 году колхоз «Родина» (председатель А. С. Харитонов) разделили на три совхоза: «Сорвижский», «Шараницкий» и «Корминский».

### Становление и развитие совхоза «Корминский»
Директором совхоза «Корминский» был назначен А. А. Багаев, бывший главный агроном совхоза «Сорвижский». На хозяйство приходилось 6,5 тысяч га пахоты и 2 тысячи га сенокосных площадей за р. Вяткой. Для работы было получено 30 тракторов.
Совхоз развивался: установлены необходимые для работы станки: токарный, фрезерный, наждачный, сверлильный. Приобретён паром для перевозки грузов по Вятке. Сформировался сплочённый трудолюбивый коллектив.
После выделения денежных средств на подъём Нечерноземья в совхоз стала поступать новая техника: современные марки тракторов ДТ-75 М, К-701, Т-150 К, Т-150 Г, МТЗ-82 и сельхозмашин. Тракторный парк в совхозе «Корминский» вырос до 150 единиц, около 300 единиц крупных сельхозмашин, а также 65 автомобилей. К 1986 году вся техника была заменена.
В 1972 году совхозы «Корминский» и «Восход» были включены в племобъединение наряду с 25 хозяйствами Кировской области. При А. Н. Чарушине (руководил хозяйством с 1970 по 1984 годы) лучшие коровы надаивали по 8-9 тыс. кг молока в год, шло строительство молочных комплексов, зернотока, ремонтной мастерской и тёплых стоянок для тракторов и автомобилей. Все уборочные работы были механизированы на 100 %, также и работа на молочно-товарных фермах. Урожайность зерновых постепенно повышалась. На некоторых полях она составляла 35-40 центнеров с 1 га (возле деревень Кошкино, Костичи, Криуша). Сырые земли осушались: на 1,5 тыс. га была проведена мелиорация.
В 1984 году директором племсовхоза «Корминский» назначен И. В. Плотников (до 1997 года). Хозяйство возглавляли Б. П. Давидович, Н. А. Гурьянов, Н. А. Сысолятина. В 2004 году председателем правления ППСК «Корминский» избрана Н. В. Суслова.
В 80-90 годах в селе велось большое строительство. Выросли улицы новых домов, построены асфальтированные дороги, проведён водопровод. В новых зданиях открыты детский сад, Дом культуры, библиотека, медпункт, почта, магазин, средняя школа.

###### Труженики хозяйства
Труд некоторых из них отмечен высокими правительственными наградами. Свинарка Т. П. Черепанова награждена орденом Ленина, комбайнер Д. И. Терехов и тракторист В. И. Чистоусов — орденом Трудового Красного знамени. Труд тракториста В. В. Копанева отмечен медалью «За трудовую доблесть», шофёра В. В. Чистоусова и доярки О. Г. Смертиной — медалью «За трудовое отличие». Орден «Знак почёта» имеют тракторист Н. Н. Сысолятин, доярки Е. П. Куликова и Н. Г. Андрианова. Медалью «За преобразование Нечерноземья» награждены комбайнеры А. Д. Терехов и И. В. Кислицын, доярка Н. Г. Андрианова, тракторист Н. А. Смирнов.

### Культурная жизнь села
Старое деревянное здание сельского клуба, в котором также располагались совхозная контора и библиотека, в январе 1988 года заменил новый Дом культуры. Большой вклад в культурное развитие села Кормино внесли супруги Л. Д. и С. М. Махнёвы, Н. В. и А. Н. супруги Липукамп. При Корминском ДК создан вокально-инструментальный ансамбль «Карат» (руководитель Н. Липукамп), работал коллектив художественной самодеятельности «Вечёрка», которому в 1989 году было присвоено звание «народный». Он выступал во многих районах области, в г. Киров.

###### История библиотеки
В 1938 году на заседании Арбажского райисполкома утвердили заведующих
избами-читальнями. В Корминском сельском совете был назначен С. Н. Смертин. Изба-читальня продолжала существовать до 1954 года. За этот период сменилось 16 заведующих.
В 1954 году избу-читальню переименовали в библиотеку. Первоначальный книжный фонд составил 1011 экземпляров. Это была по преимуществу общественно-политическая и сельскохозяйственная литература. Первым библиотекарь — Е. В. Надеева. Книжный фонд постепенно увеличивался, только за 1955 год было приобретено 1232 книги.
В библиотеке работали В. С. Харитонова, Е. С. Глушкова, Л. В. Андрианова, В. Н. Смирнова.
Осенью 1987 года Корминская сельская библиотека переехала в новое здание Корминского Дома культуры.

## Население
| 2010 | 2011 | 2012 | 2013 | 2014 |
| ---- | ---- | ---- | ---- | ---- |
| 413  | ↘402 | ↘369 | ↘361 | ↘349 |

## Экономика
На территории с. Кормино находится сельскохозяйственный производственный кооператив (СПК) «Родина» — это единственное производственное предприятие, основной работодатель на селе.
СПК «Родина» создан в декабре 2004 года. С сентября 2007 года он начал вести свою деятельность — это производство сельскохозяйственной продукции.
Ведущие отрасли:
- животноводство (производство молока и мяса);
- растениеводство (обеспечение кормами КРС).

Со времени образования председателем правления СПК «Родина» является Н. В. Суслова.
Площади сельскохозяйственных угодий составляют 2759 га. Из них на 1000 га ведётся сев яровых зерновых культур, а также 300 га засеваются озимой рожью. Из элитных сортов в производстве ячмень сорта «Зазерский-85». В 2012 году урожайность составила 17,9 центнера с га.
Животноводство занимается разведением крупного рогатого скота чёрно-пёстрой породы молочного направления. Основные направления в работе — это производство молока и выращивание молодняка КРС. В 2012 году надой на одну фуражную корову составил 4700 кг.

## Культура

### Дом культуры
В наше время Корминский сельский Дом культуры-филиал работает по направлениям: «ЗОЖ — основа благополучия общества», «Гражданско-патриотическое воспитание граждан Кировской области», «Профилактика детской безнадзорности», «Экологическое воспитание», «Организация досуга населения». Директором ДК с 2007 года является Л. В. Вохминцева, художественным руководителем — с 2012 года -Г. Д. Таланова, культорганизатором — с 2012 года — М. Н. Кокорина. Организованы клубные формирования различных направлений: вокального, театрального, танцевального, декоративно-прикладного.

##### Народный коллектив «Веночек»
Народный танцевальный самодеятельный коллектив «Веночек» начал свою деятельность в 2005 году. Он возник по инициативе коллектива учителей средней школы, старшеклассников и родителей. В 2007 году ансамбль получил своё сегодняшнее название — «Веночек». Руководителем является Л. В. Вохминцева. В коллективе в разные годы занималось от 12 до 15 человек, средний возраст участников 35 лет. В репертуаре — народные сценические танцы. В 2011 году коллективу присвоено звание «народный». «Веночек» ведёт активную концертную деятельность, выступает на своей сцене, гастролирует по соседним населенным пунктам, частый гость районной сцены, принимает участие в областных фестивалях и конкурсах, побывал с выступлениями в г. Котельниче, Советске, Омутнинске, п. Верхошижимье. Несколько лет принимал участие в областных праздниках «Шире круг», «Алексеевская ярмарка», «Царь-лён».

### Библиотека
Библиотечный фонд составляет 9,5 тысяч экземпляров. С 2005 года библиотекарем работает Н. В. Столбова. Основные направления в работе: историко-патриотическое воспитание, пропаганда ЗОЖ, библиотечное краеведение, экология, продвижение чтения.
Значительная роль в работе библиотеки отводится проектной деятельности: более пяти лет Корминская СБФ работает по программе литературного чтения «Приглашение в Книгоград». Для детей школьного возраста организован клуб «Читайка».

## Достопримечательности

### Памятник погибшим воинам-землякам

Стела находится перед зданием сельского Дома культуры, построена в 1990 году к празднованию 45-летия Победы.

### Корминский пруд
Строительство пруда вело АООТ «Арбажская ПМК — 4». Пруд был сдан в эксплуатацию летом 1996 года.
Из технической характеристики пруда:
| Полный объём                | 154000 м³       |
| Площадь водного зеркала     | 9,45 га         |
| Средняя глубина             | 1,64 м          |
| Общее техническое состояние | работоспособное |
| Принадлежность гидроузла    | р. Криуша       |

Плотина пруда представляет собой сложное гидротехническое сооружение с верховым и донным водосливом.
Питание пруда осуществляется за счёт впадающей в него р. Криуша, осадков и за счёт подземных вод — на дне пруда бьёт множество родников.
В пруду водятся щуки, караси, лини, сорога, налимы, карпы.